# 唐士晟
唐士晟（1959年—），山东荣成人，汉族，中华人民共和国政治人物、第十二届全国人民代表大会新疆地区代表。
毕业于中国对外经济贸易大学工商管理专业。加入中国共产党。2013年，担任全国人大代表。